# Karl-Heinz Hinz
Karl-Heinz Hinz (in Segelfliegerkreisen „Mc Hinz“ genannt) (* 1919; † 27. November 2010) war ein bedeutender deutscher Segelflugzeugbaumeister aus Darmstadt und Pionier der Faserverbundbauweise im (Segel-)Flugzeugbau.
Hinz war seit über 50 Jahren bei der Akademischen Fliegergruppe Darmstadt e.V. (Akaflieg Darmstadt) an der Technischen Universität Darmstadt aktiv und war dort langjährig als Werkstattleiter tätig. Er hat entscheidende Beiträge zur Einführung der sogenannten Faserverbundbauweise, auch Glasfaserkunststoff-Bauweise (GFK) genannt, bereits seit Ende der 1950er Jahre in den (Segel-)Flugzeugbau eingebracht. Er war Mitentwickler und verantwortlicher Werkstattleiter für die Flugzeuge D-34 bis D-39 der Akaflieg Darmstadt.
Die Akaflieg Darmstadt forscht, baut und fliegt seit 1920 bis in die Gegenwart erfolgreich innovative Segelflugzeugtypen, wobei die Prototypen jeweils von der ersten Papierskizze bis zum fertigen Flugzeug ehrenamtlich von den Vereinsmitgliedern erstellt werden. Als Werkstattleiter hat Hinz diese Prototyp-Entwicklungen, die teilweise Eingang in den Serienflugzeugbau fanden, maßgeblich mit entwickelt und gefördert. Der Motorsegler-Prototyp D-39b in GFK-Bauweise erhielt ihm zu Ehren die Zusatzbezeichnung „Mc Hinz“.